# 6541 Yuan
6541 Yuan (tên chỉ định: 1984 DY) là một tiểu hành tinh vành đai chính. Nó được phát hiện bởi Henri Debehogne ở Đài thiên văn La Silla ở Chile ngày 26 tháng 2 năm 1984. Nó được đặt theo tên Dah-Ning Yuan, a scientist ở Jet Propulsion Laboratory.